# Euselasia galaena
Euselasia galaena är en fjärilsart som beskrevs av Jacob Hübner 1816. Euselasia galaena ingår i släktet Euselasia och familjen Riodinidae. Inga underarter finns listade i Catalogue of Life.